# Селезнёв, Владимир Иванович (полный кавалер ордена Славы)
Владимир Иванович Селезнёв (15 ноября 1924 — 27 июня 2013) — участник Великой Отечественной войны, гвардии старшина, полный кавалер ордена Славы.

## Ранние годы
Родился 15 ноября 1924 года в деревне Лучеса (ныне — Починковского района Смоленской области) в семье служащего. Русский.
После окончания 10 классов средней школы работал в колхозе.

## В годы Великой Отечественной войны
Участник Великой Отечественной войны с октября 1943 года.
11 июля 1944 года в наступательном бою у населенного пункта Шахозица стрелок 312-го стрелкового полка (26-я стрелковая дивизия, 22-я армия, 2-й Прибалтийский фронт) рядовой Селезнёв первым ворвался в траншею противника, уничтожив двух немцев.
Приказом от 18 июля 1944 года за образцовое выполнение заданий командования в боях с немецко-фашистскими захватчиками красноармеец Селезнёв Владимир Иванович награждён орденом Славы 3-й степени (№ 460548).
28 октября 1944 года, при наступлении на населенный пункт Вечеряй (Латвия), разведчик взвода пешей разведки 1257-го стрелкового полка (379-я стрелковая дивизия, 3-я ударная армия, 2-й Прибалтийский фронт) Селезнёв В. И., достигнув траншеи противника, гранатой уничтожил пулеметный расчет.
Приказом от 16 ноября 1944 года за образцовое выполнение заданий командования в боях с немецко-фашистскими захватчиками Селезнёв Владимир Иванович награждён орденом Славы 3-й степени.
Указом Президиума Верховного Совета СССР от 26 ноября 1958 года за образцовое выполнение заданий командования в боях с немецко-фашистскими захватчиками Селезнёв Владимир Иванович перенаграждён орденом Славы 1-й степени (№ 2377).
В ночь на 20 ноября 1944 года Селезнёв В. И. с двумя разведчиками в местечке Равес (Латвия) незаметно подползли к огневой точке врага и забросали её гранатами. Два немецких солдата были убиты, один взят в плен.
Приказом от 5 декабря 1944 года за образцовое выполнение заданий командования в боях с немецко-фашистскими захватчиками Селезнёв Владимир Иванович награждён орденом Славы 2-й степени (№ 42639).

После перенаграждения орденом Славы 1-й степени в 1958 году, Селезнёв Владимир Иванович стал полным кавалером ордена Славы.
Войну закончил в Берлине. 4 раза был ранен.

## Мирное время
В 1945 году демобилизован. После окончания горного техникума с 1949 по 1954 год работал мастером, затем начальником горного цеха Кричевского цементного завода. В 1954—1957 годах учился на высших инженерных курсах Минстройматериалов СССР. По окончании был направлен на работу на Сухоложский цементный завод. Начинал начальником горного цеха, затем стал заместителем директора завода по общим вопросам. С образованием в 1971 году комбината «Сухоложск-цемент» назначен заместителем генерального директора комбината.
В последнее время проживал в городе Сухой Лог. Скончался 27 июня 2013 года, похоронен на городском кладбище Сухого Лога.
Участник юбилейных Парадов Победы 1985 и 2005 годов в Москве на Красной площади.

## Награды
Награждён тремя орденами Славы всех степеней, орденами Отечественной войны 1-й степени, Красной Звезды (04.02.1945), медалью «За отвагу» (22.06.1944), медалью «За победу над Германией в Великой Отечественной войне 1941—1945 гг.» (09.05.1945) и другими медалями. За многолетнюю трудовую деятельность награждён орденами Трудового Красного Знамени, Знак Почёта, медалью «За доблестный труд. В ознаменование 100-летия со дня рождения В. И. Ленина».
Почётный гражданин города Сухой Лог.

## Память
Именем Селезнёва В. И. названа улица в Сухом Логу.